# Conferência Sudeste da Liga Nacional de Futebol Americano de 2016
A Conferência Sudeste é uma das quatro conferências da Liga Nacional de Futebol Americano de 2016. O vencedor de cada grupo e o melhor segundo colocado da conferência classificam-se para a fase de Playoffs. Os vencedores de cada grupo se enfrentam e o melhor segundo colocado da conferência enfrenta o vencedor do Grupo 2 da Conferência Centro-Oeste nas quartas de final.

## Classificação
Classificados para os playoffs estão marcados em verde.
Grupo 1
| Pos | Times            | V | E | D | PCT   | PF  | PS  | SP   |
| --- | ---------------- | - | - | - | ----- | --- | --- | ---- |
| 1   | BH Get Eagles    | 4 | 0 | 0 | 1.000 | 223 | 28  | 195  |
| 2   | Mooca Destroyers | 3 | 0 | 1 | .667  | 71  | 90  | -19  |
| 3   | Uberlândia Lobos | 1 | 0 | 3 | .250  | 70  | 98  | -28  |
| 4   | Uberaba Zebus    | 0 | 0 | 4 | .000  | 32  | 183 | -151 |

Grupo 2
| Pos | Times               | V | E | D | PCT   | PF  | PS  | SP  |
| --- | ------------------- | - | - | - | ----- | --- | --- | --- |
| 1   | Ponte Preta Gorilas | 4 | 0 | 0 | 1.000 | 112 | 30  | 82  |
| 2   | Rio Preto Weilers   | 3 | 0 | 1 | .750  | 91  | 47  | 44  |
| 3   | Leme Lizards        | 2 | 0 | 2 | .500  | 92  | 80  | 12  |
| 4   | Paulínia Mavericks  | 1 | 0 | 3 | .250  | 68  | 118 | -50 |
| 5   | Prudente Coronéis   | 0 | 0 | 4 | .000  | 15  | 103 | -88 |

#### Resultados
Primeira Rodada
| 16 de julho 17:00 UTC -3 | Relatório | Mooca Destroyers | 14–09 | Uberaba Zebus |  | Centro Olímpico de São Paulo, São Paulo-SP |  |

| 17 de julho 14:00 UTC -3 | Relatório | Rio Preto Weilers | 23–07 | Prudente Coronéis |  | Estádio Teixeirão, São José do Rio Preto-SP |  |

| 23 de julho 13:00 UTC -3 | Relatório | BH Get Eagles | 35–03 | Uberlândia Lobos |  | PUC Coração Eucarístico, Belo Horizonte-MG |  |

| 24 de julho 14:00 UTC -3 |  | Paulínia Mavericks | 30–35 | Leme Lizards |  | Praça dos Esportes, Paulínia-SP |  |

Segunda Rodada
| 6 de agosto 15:00 UTC -3 |  | Prudente Coronéis | 00–28 | Ponte Preta Gorilas |  | Estádio Municipal, Álvares Machado-SP |  |

| 6 de agosto 17:00 UTC -3 |  | BH Get Eagles | 58–13 | Mooca Destroyers |  | Estádio Castor Cifuentes, Nova Lima-MG |  |

| 7 de agosto 14:00 UTC -3 |  | Paulínia Mavericks | 08–34 | Rio Preto Weilers |  | Praça dos Esportes, Paulínia-SP |  |

| 27 de agosto 14:00 UTC -3 | Relatório | Uberlândia Lobos | 48–07 | Uberaba Zebus |  | SESI Gravatás, Uberlândia-MG |  |

Quarta Rodada
| 28 de agosto 10:00 UTC -3 |  | Leme Lizards | 36–00 | Prudente Coronéis |  | Clube de Campo Empyreo, Leme-SP |  |

| 28 de agosto 10:00 UTC -3 |  | Ponte Preta Gorilas | 18–09 | Rio Preto Weilers |  | Estádio Nelo Bracalente, Vinhedo-SP |  |

| 17 de setembro 14:00 UTC -3 | Relatório | Uberlândia Lobos | 12–46 | BH Get Eagles |  | SESI Gravatás, Uberlândia-MG |  |

| 17 de setembro 17:00 UTC -3 | Relatório | Uberaba Zebus | 16–34 | Mooca Destroyers |  | Estádio Uberabão, Uberaba-MG |  |

Quinta Rodada
| 17 de setembro 15:00 UTC -3 |  | Prudente Coronéis | 08–16 | Paulínia Mavericks |  | Estádio Municipal, Álvares Machado-SP |  |

| 8 de outubro 17:00 UTC -3 |  | Uberaba Zebus | 00–87 | BH Get Eagles |  | Estádio Uberabão, Uberaba-MG |  |

| 9 de outubro 9:00 UTC -3 | Relatório | Ponte Preta Gorilas | 41–14 | Paulínia Mavericks |  | Estádio Nelo Bracalente, Vinhedo-SP |  |

| 9 de outubro 14:30 UTC -3 |  | Rio Preto Weilers | 25–14 | Leme Lizards |  | Estádio Teixeirão, São José do Rio Preto-SP |  |

Sexta Rodada
| 15 de outubro 9:00 UTC -3 | Relatório | Mooca Destroyers | 10–07 | Uberlândia Lobos |  | Estádio da Rua Javari, São Paulo-SP |  |

| 23 de outubro 14:00 UTC -3 | Relatório | Leme Lizards | 07–25 | Ponte Preta Gorilas |  | Clube de Campo Empyreo, Leme-SP |  |

## Ligação externa
- Classificação no Futebol Americano Brasil